# 异油酸
异油酸（英語：Vaccenic acid）是一种天然生成的ω-7脂肪酸。异油酸分顺式和反式两种，一般指反式异油酸。
异油酸是一种可以从奶和乳制品（例如酸奶和奶酪）中获得的天然ω−7反式脂肪酸。
异油酸的立体异构体，顺式异油酸 (Cis-vaccenic acid C18:1 cis-11) 发现存在于沙棘油中。

## 异油酸与健康
虽说异油酸是一种反式脂肪酸，但是这种天然反式脂肪可以降低人类血液里面的低密度胆固醇和三酸甘油酯。这正好与其它反式脂肪的作用相反。食用异油酸的人可以减少发生动脉硬化和心脏病的发病率。异油酸也是人奶中的主要反式脂肪。 在哺乳动物体内，细胞会把异油酸转化成一种共轭亚油酸。
共轭亚油酸可以抑制致癌物質的活性。